# Station biologique de Lammi
La station biologique de Lammi (finnois : Lammin biologinen asema) est une station de recherche en sciences naturelles située dans le quartier de Lammi à Hämeenlinna en Finlande.

## Présentation

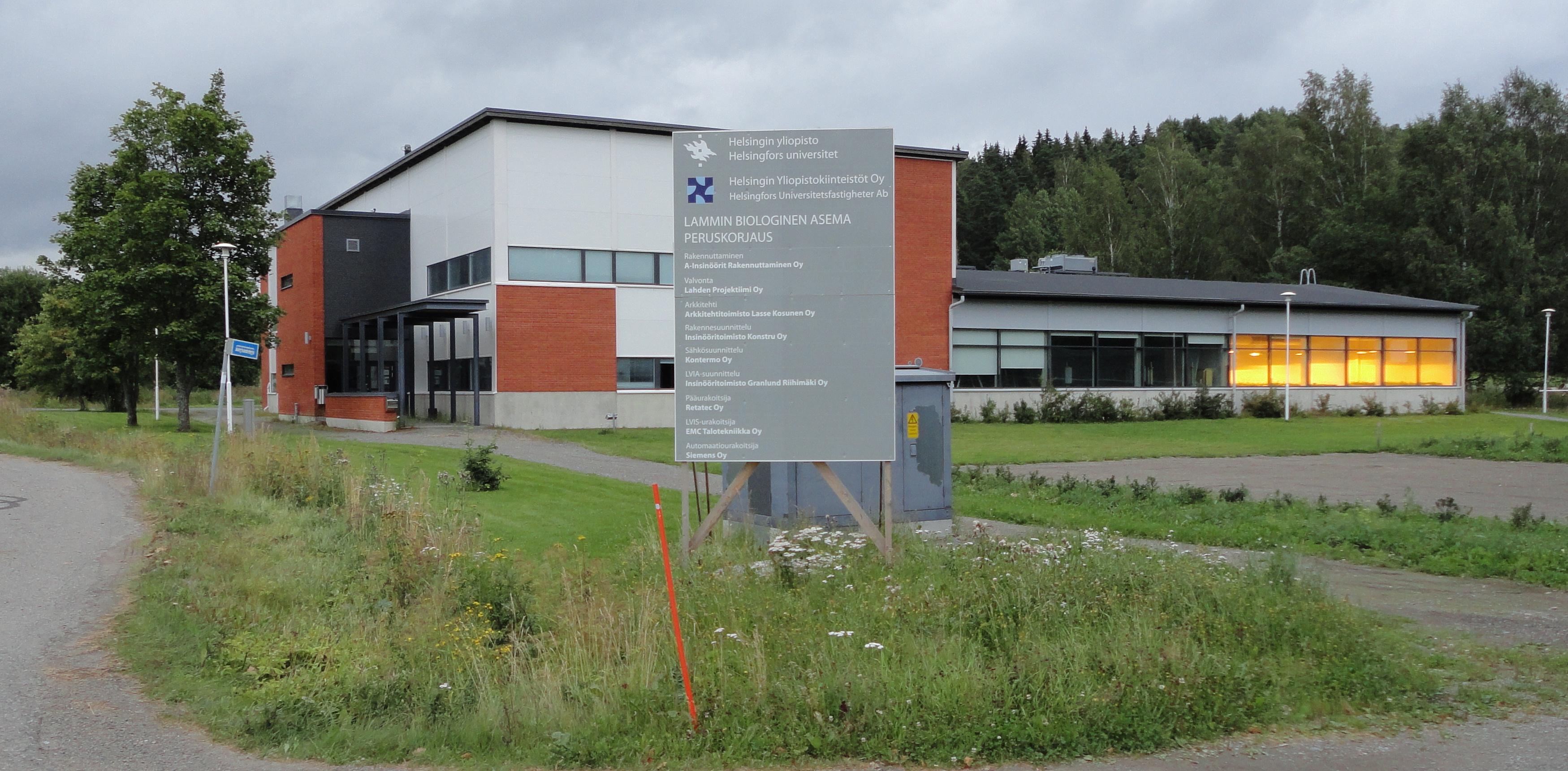
Bâtiment de recherche de la station biologique de Lammi en août 2012.

La station biologique de Lammi est la station de sciences naturelles de l'Université d'Helsinki à Hämeenlinna.
Elle est aussi un centre de conférence et de séminaire avec hébergement et restauration.
Avec la station biologique de Kilpisjärvi (fi) et la station zoologique de Tvärminne (fi), la station biologique de Lammi sert de base d'enseignement et de recherche pour les sciences naturelles à l'université d'Helsinki.
La station a plus de 20 projets de recherche en cours sur la nature et le climat.
Les études de la station sont généralement financées par un financement externe.
Le bailleur de fonds le plus important est l'Académie de Finlande, et l'Union Européenne est également devenue un bailleur de fonds actif.